# Grand National

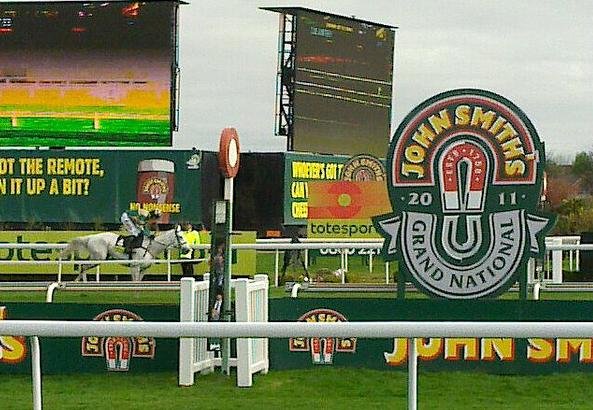
Wyścig w 2011.

Grand National – wyścig konny typu National Hunt odbywający się co roku na Aintree Racecourse w okolicy Liverpoolu. Odbyły się po raz pierwszy w 1839, na odległości 6 907 metrów. Konie miały do przeskoczenia 30 przeszkód w trakcie dwóch okrążeń. To najbardziej prestiżowy wyścig tego typu w Europie, z pulą nagród o wysokości jednego miliona funtów w 2017. Wydarzenie ma widoczny wpływ na kulturę brytyjską. Wyścig jest popularny wśród wielu osób, które zwykle nie interesują się tego typu sportem ani nie zakładają się w trakcie innych wyścigów. 